# Монтемедзо
Монтемѐдзо (на италиански: Montemezzo; на ломбардски: Muntemezz, Мунтемедз) е село и община в Северна Италия, провинция Комо, регион Ломбардия. Разположено е на 522 m надморска височина. Населението на общината е 229 души (към 2017 г.).